# 清迈倡议

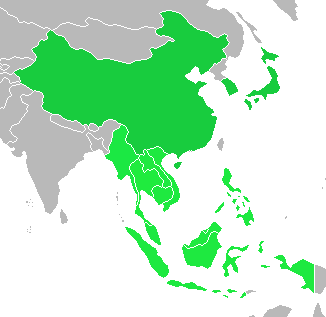
參與清邁倡議的國家

清迈倡议是东南亚国家联盟十个成员国、中华人民共和国（包括香港）、日本和大韩民国之间簽署的一项雙邊货币互换協議。
東盟各國為應對1997年亚洲金融風暴，以及一些東盟成员国为应对短期流动性危机、减少对国际货币基金组织（IMF）的依赖，率先互相簽署貨幣互換協議。
2000年5月6日，在泰国清迈举行的亚洲开发银行年会上，东盟与中日韩（ASEAN+3）各方決定將貨幣互换协议擴大到整個東盟以及中日韓，即東盟國家之間、東盟國家與中日韓之間、中日韓之間互相進行貨幣互換，擴大後的雙邊互換協議就叫清邁倡議。